# Vinícius Rocha
Vinícius Nunes Rocha (São Vicente, 30 de março de 1995) é um jogador profissional de futsal que joga atualmente pelo Sporting Clube de Portugal.

## Palmarés internacional
- Liga dos Campeões de Futsal da UEFA : 2018/19